# 願望
| ウィキペディアには「願望」という見出しの百科事典記事はありません（タイトルに「願望」を含むページの一覧/「願望」で始まるページの一覧）。 代わりにウィクショナリーのページ「願望」が役に立つかもしれません。 |